# Sopwith Hippo
El Sopwith 3F.2 Hippo fue un prototipo de avión de caza biplaza británico de la Primera Guerra Mundial. Se trataba de un biplano monomotor con un considerable decalaje negativo. No tuvo éxito, siendo preferido el Bristol F.2 Fighter (ya en producción) por el Real Cuerpo Aéreo.

## Diseño y desarrollo
En el verano de 1917, la Sopwith Aviation Company diseñó un avión de caza biplaza, el 3F.2 Hippo, posiblemente para reemplazar al Sopwith 1½ Strutter en el servicio francés. Si bien el Ministerio del Aire británico no realizó ningún encargo para el Hippo, sí otorgó a Sopwith una licencia que le permitía construir prototipos de financiación privada. El Hippo fue diseñado para brindar la mejor visibilidad posible al piloto y al artillero, lo que dictaba la forma del avión. Sus alas de dos vanos poseían un fuerte (0,69 m) decalaje negativo, con el piloto sentado delante del ala superior y el artillero sentado detrás del larguero trasero de la misma ala. El fuselaje llenaba el espacio entre las alas, con las cabezas de la tripulación al nivel del ala superior y con recortes en los bordes delantero y trasero del ala para el piloto y el artillero. El piloto estaba armado con dos ametralladoras Vickers sincronizadas, mientras que el observador estaba provisto de dos ametralladoras Lewis montadas sobre un pilar oscilante. Estaba propulsado por un motor rotativo Clerget 11 de once cilindros, elegido por su poco uso.
El primer prototipo del Hippo voló el 13 de septiembre de 1917. Cuando se probó, se descubrió que poseía controles lentos y un rendimiento peor que el Bristol F.2 Fighter que ya estaba en servicio. A pesar de estos resultados, que significaban que había pocas posibilidades de que fuera construido para el Real Cuerpo Aéreo, Sopwith reconstruyó el Hippo, con un diedro del ala superior aumentado, un decalaje del ala reducido y un empenaje agrandado. El tosco soporte de pilar oscilante para las armas Lewis del artillero fue reemplazado por un anillo Scarff más convencional, que montaba una sola ametralladora Lewis. El reconstruido prototipo voló en abril de 1918, seguido de un segundo prototipo en junio. No hubo ninguna producción adicional.

## Especificaciones
Referencia datos: British Aeroplanes 1914–18

### Características generales
- Tripulación: Dos (piloto y artillero)
- Longitud: 7,5 m (24,5 ft)
- Envergadura: 11,8 m (38,7 ft)
- Altura: 2,8 m (9,3 ft)
- Superficie alar: 32 m² (344,5 ft²)
- Peso vacío: 672 kg (1481,1 lb)
- Peso cargado: 1175 kg (2589,7 lb)
- Planta motriz: 1× motor rotativo de 11 cilindros refrigerado por aire Clerget 11Eb.
  - Potencia: 150 kW (207 HP; 204 CV)
- Capacidad de combustible: 184 L

### Rendimiento
- Velocidad máxima operativa (Vno): 186 km/h (116 MPH; 100 kt) a 3000 m (10 000 pies)
- Techo de vuelo: 5200 m (17 060 ft)
- Régimen de ascenso: 5,1 m/s (1004 ft/min)
- Tiempo a altitud: 13 min 25 s para 3000 m (10 000 pies)

### Armamento
- Ametralladoras: 

  - 2x Vickers de 7,7 mm frontales
  - 1x Lewis de 7,7 mm flexible en anillo Scarff en cabina trasera

## Aeronaves relacionadas

### Aeronaves similares
- Bristol F.2 Fighter
- Sopwith Bulldog

### Secuencias de designación
- Secuencia _F._ (interna de Sopwith): ← 5F.1 - 7F.1 - 8F.1 - 3F.2 (I) - 3F.2 (II)